# Ctětín

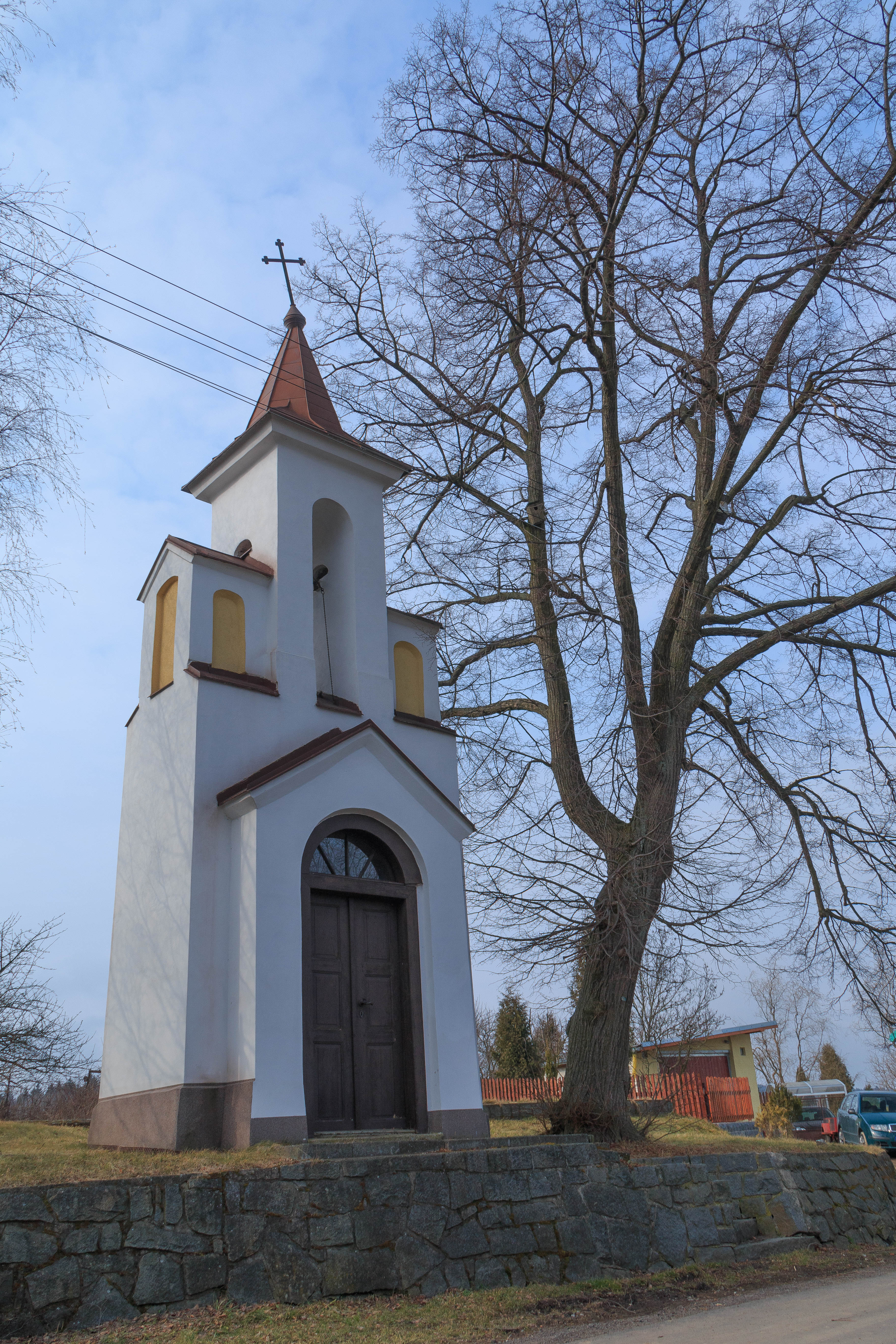
Kapelle des hl. Johannes

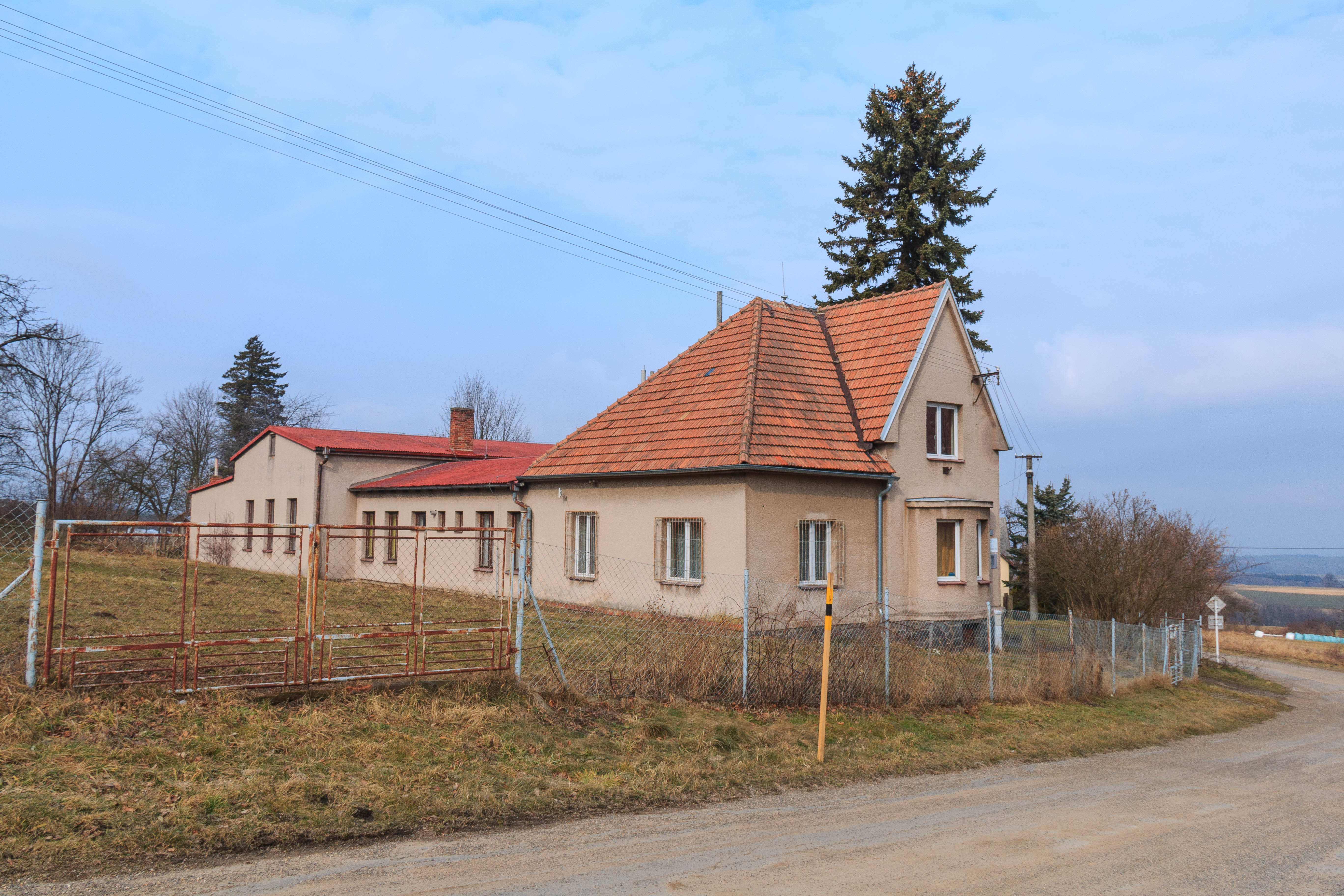
Gemeindeamt

Ctětín (deutsch Ztietin, auch Ctietin) ist eine Gemeinde in Tschechien. Sie liegt drei Kilometer südöstlich von Nasavrky und gehört zum Okres Chrudim.

## Geographie
Das von Wäldern umgebene Dorf Ctětín befindet sich am Nordhang der Skalky (546 m n.m.) im Eisengebirge (Železné hory). Gegen Süden erstreckt sich das Landschaftsschutzgebiet CHKO Železné hory. Westlich des Dorfes fließt der Bach Bratroňovský potok. In der Umgebung liegen zahlreiche abgesoffene Granitsteinbrüche.
Nachbarorte sind Bratroňov und Krupín im Norden, Krupínské Paseky und Švihůvek im Nordosten, Čekov und Strkov im Osten, Včelákov, Bystřice, Na Požárech und Krumlov im Südosten, Ctětínek und Vranov im Süden, Rohozná und Tarabka im Südwesten, Nová Ves und Hodonín im Westen sowie Nasavrky und Kvítek im Nordwesten.

## Geschichte
Die erste schriftliche Erwähnung des zur Kirche in Nasavrky gehörigen Dorfes Stětín mit 21 Einwohnern erfolgte im Jahre 1667. Zu dieser Zeit zogen evangelische Emissäre aus Preußen durch die Gegend, um die Bevölkerung zur Auswanderung abzuwerben. Später kam das Dorf zur Herrschaft Nasavrky.
Im Jahre 1835 bestand das im Chrudimer Kreis gelegene Dorf Ctětin aus 17 Häusern, in denen 138 Personen, darunter drei protestantische Familien, lebten. Pfarrort war Nassaberg. Bis zur Mitte des 19. Jahrhunderts blieb Ctětin der Herrschaft Nassaberg untertänig.
Nach der Aufhebung der Patrimonialherrschaften bildete Ctětín ab 1849 einen Ortsteil der Gemeinde Krupín im Gerichtsbezirk Nassaberg. Ab 1868 gehörte das Dorf zum politischen Bezirk Chrudim. 1869 hatte Ctětín 223 Einwohner. Im Jahre 1900 lebten in dem Dorf 237 Personen, 1910 waren es 296. Haupterwerbsquellen bildeten die Steinbrecherei und die Landwirtschaft. 1927 wurde die Gemeinde Krupín aufgelöst; die Dörfer Bratroňov, Ctětín, Strkov und Vranov bildeten die Gemeinde Ctětín. 1949 wurde die Gemeinde dem neu gebildeten Okres Hlinsko zugeordnet, seit 1961 gehört sie wieder zum Okres Chrudim. Im Jahre 2011 hatte die Gemeinde 258 Einwohner.

## Gemeindegliederung
Die Gemeinde Ctětín besteht aus den Ortsteilen Bratroňov (Bratronow), Ctětín (Ztietin), Strkov (Sterkau) und Vranov (Wranau). Zu Ctětín hören außerdem die Wohnplätze Ctětínek, Kvítek und Vranovská Hájovna. Grundsiedlungseinheiten sind Bratroňov, Ctětín, Ctětínek, Kvítek, Strkov und Vranov.

## Sehenswürdigkeiten
- Kapelle des hl. Johannes in Ctětín, erbaut 1883
- Gusseisernes Kreuz auf Sandsteinsockel, neben der Kapelle auf dem Dorfplatz von Ctětín
- Eiserner Glockenbaum auf dem Dorfplatz von Bratroňov
- Steinernes Kreuz im Ortszentrum von Bratroňov
- Gedenkstein für die Gefallenen des Ersten Weltkrieges und Steinernes Kreuz in Ctětínek
- Steinernes Kreuz in Kvítek
- Kapelle und steinernes Kreuz auf dem Dorfplatz von Vranov, errichtet 1888
- Gedenkstein für die Gefallenen des Ersten Weltkrieges in Vranov
- Kapelle in Strkov
- Steinernes Kreuz gegenüber der Kapelle in Strkov

## Granitstock
Ctětín liegt im nördlichen Teil des Nassaberger Plutons, eines dreieckigen Granitstockes mit einer Fläche von 200 km². Die Lagerstätte besteht vorwiegend aus Granodiorit, der Anteil an echtem Granit ist gering.
Das Gestein wurde in einer Vielzahl kleiner Steinbrüche abgebaut. Zu Beginn des 20. Jahrhunderts bildete die Steinbrecherei die Haupterwerbsquelle von Ctětín. Nachdem zum Ende des 20. Jahrhunderts sämtliche Steinbrüche stillgelegt waren, wurde um 2000 ein Bruch wieder aufgenommen und das gewonnene Gestein zu Pflastersteinen verarbeitet.